# بیوولف (شخصیت)
بِیوولف (به انگلیسی: Beowulf، /ˈbeɪoʊwʊlf/) یک قهرمان افسانه‌ای و شخصیت اصلی در اشعار حماسی بیوولف است که یکی از نخستین و قدیمی‌ترین قطعات حماسی بازمانده از ادبیات انگلیسی باستان به‌شمار می‌رود. او قهرمانی گیتیش است که در طی داستان با گرندل هیولا، مادر گرندل در دریاچه و اژدهای آتش‌افکن به مبارزه می‌پردازد. حماسه بئوولف به دو بخش مجزا تقسیم می‌شود، اولین بخش در دانمارک و سرزمینی که رات‌گار پادشاه آن است، اتفاق می‌افتد و از دلاوری‌های بئوولف برای کمک و از بین بردن هیولاها سخن می‌گوید. بخش دوم سال‌ها بعد در کشور سوئد دنبال می‌شود، جایی که بئوولف به پادشاهی پیر تبدیل شده و باید کشور خود را از شر اژدهای مخوف نجات دهد. شخصیت او در جوانی نماد بهترین ارزش‌های فرهنگی قهرمانانه به‌شمار می‌رفت و در سالخوردگی نیز فرمانروایی تأثیرگذار و خردمند بود.

## نسخه خطی بیوولف

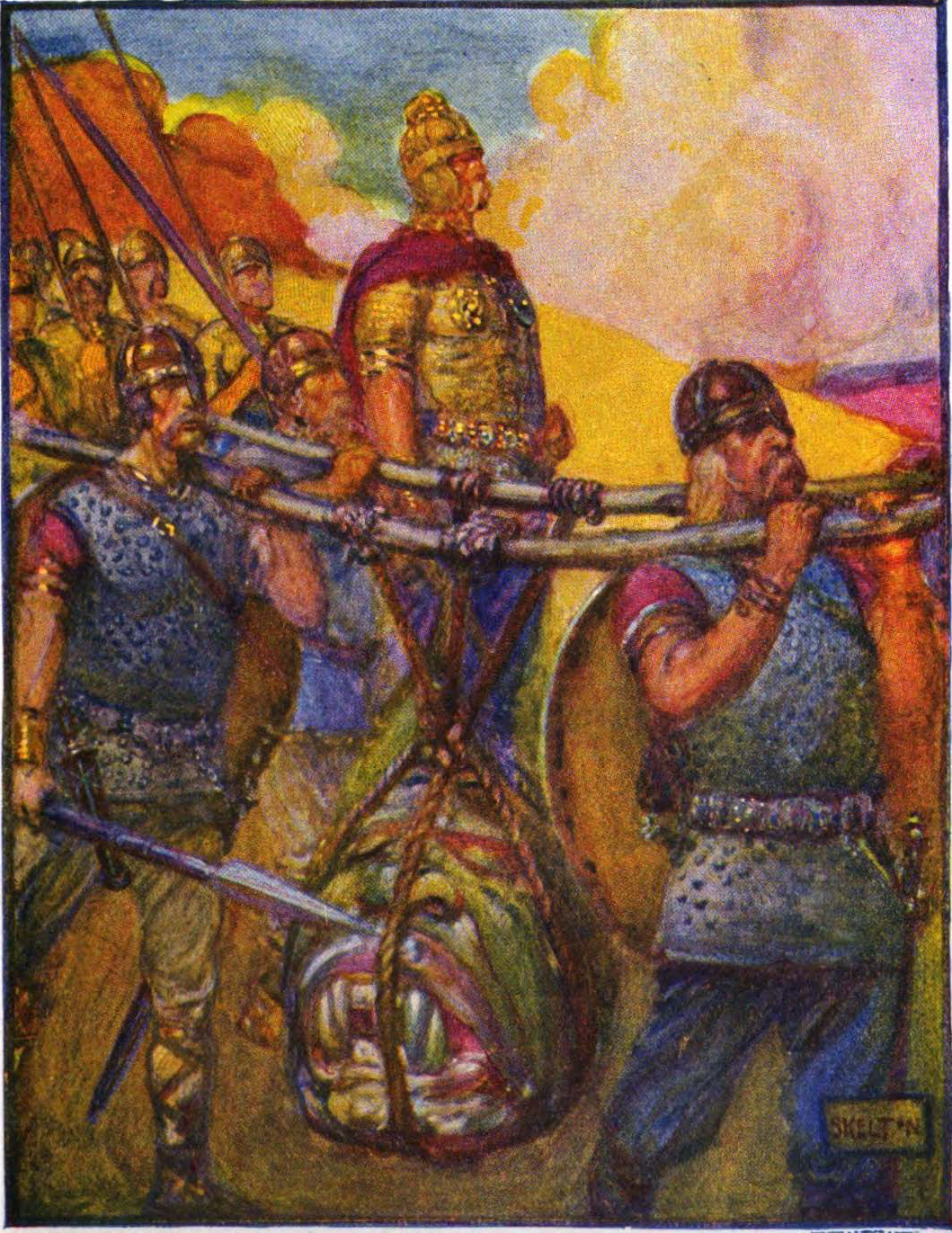
تصویر ۴ مرد که در حال حمل سر گرندل می‌باشند.

### ریشه‌ها در گیتلاند
همانطور که در شعر حماسی باقی مانده آمده است، بیوولف پسر ادجثئو، جنگجوی وگموندینگ‌های سوئدی بود. ادجثئو هایدولاف، مردی از طایفه‌ای دیگر (به نام وولفینگز) را کشته بود (طبق منابع اسکاندیناوی، آن‌ها سلسله حاکم بر پادشاهی کوچک گِیتیشِ اوستریوتلاند بودند). ظاهراً از آنجا که قربانی از خانواده‌ای سرشناس بود، خون‌بهای او بیش از حد بالا در نظر گرفته شد و بنابراین ادجثئو تبعید شد و مجبور به پناه گرفتن در میان دانمارکی‌ها گردید. هرودگار، پادشاه دانمارک، سخاوتمندانه خون‌بها را به خاندان سلطنتی پرداخت کرد و ادجثئو را وادار به سوگند نمود.
ادجثئو در خدمت هردل، پادشاه گیت بود و با دخترش ازدواج کرد. آن‌ها صاحب فرزندی به نام بیوولف شدند که با خانواده گیتز بزرگ شد. دوست دوران کودکی بیوولف، برکای بروندینگ بود که «قرار بود از ساکنان جزیرهٔ برننا باشد که در سواحل گوتلند غربی در کاتگات واقع بود». اینجا، مکانی واقع‌گرایانه برای دوست دوران کودکی بیوولف خواهد بود، و شعر، رقابت شنا بین آن‌ها را توصیف می‌کند.